# چاپان
چاپان یکی از روستاهای استان آذربایجان شرقی است که در دهستان اوچ‌هاچا بخش مرکزی شهرستان اهر واقع شده‌است.
روستای چاپان در ۱۴ کیلومتری شهر اهر و در مسیر این شهر به طرف کلیبر واقع است. این روستا از طرف غرب به روستای ونه آباد و از طرف شرق به روستاهای کوسالار و سامبران محدود می‌شود از طرف شمال با کوه سربلند قل قیه از سایر روستاها جدا گردیده است از طرف جنوب به روستاهای قلعه ملک و بینق محدود میشود.این روستا ۳۶۳ نفر جمعیت دارد.